# Agnitosternum apicale
Agnitosternum apicale là một loài bọ cánh cứng trong họ Cerambycidae.